# José Luís Carneiro
José Luís Pereira Carneiro (Baião, Campelo, 4 de octubre de 1971) es un político y profesor universitario portugués. Fue Ministro de Administración Interna del XXIII Gobierno Constitucional de Portugal. Fue Secretario de Estado para las Comunidades Portuguesas entre 2015 y 2019.

## Trayectoria académica
Licenciatura en Relaciones Internacionales por una Facultad de la Universidad Lusíada de Oporto (1994). Realizó su Maestría en Estudios Africanos en el Instituto Social de Ciencias Sociales y Políticas de la Universidad de Lisboa. Es candidato a doctorado en Ciencias Políticas también en el Instituto Superior de Ciencias Sociales y Políticas de la Universidad Técnica de Lisboa.
Comenzó su carrera como profesor en la Universidad Lusíada de Lisboa. También fue profesor en la Universidad Lusíada de Oporto y en el Instituto Superior de Ciencias de la Información y de la Administración de la Universidad de Aveiro. Fue asistente y luego jefe de varias disciplinas en las áreas de Relaciones Internacionales y Economía.

## Ruta política
En enero de 1998 fue elegido Concejal por la oposición en el Ayuntamiento (Ayuntamiento)] de Baião.
En febrero de 2005 fue elegido Diputado a la Asamblea de la República en la X Legislatura de la Tercera República Portuguesa, por el distrito electoral de Oporto.
En octubre de 2005 fue elegido alcalde de Baião (el PS obtuvo el 50,88% de los votos). Fue reelegido en las dos elecciones municipales siguientes, en las que el Partido Socialista obtuvo victorias muy expresivas (66,84% en 2009 y 71,41% en 2013).
Como alcalde de Baião, fue miembro del Comité de las Regiones de la Unión Europea entre 2006 y 2015. Formó parte de la Comisión de Juventud, Ciencia y Cultura (EDUC) y de la Comisión de Cohesión Territorial (COTER). También presidió la Comisión de Recursos Naturales (NAT) entre febrero y octubre de 2015.
En octubre de 2015 fue elegido nuevamente diputado a la Asamblea de la República en la XIII Legislatura de la Tercera República Portuguesa, por la circunscripción de Oporto.
En noviembre de 2015 asumió el cargo de Secretario de Estado para las Comunidades Portuguesas del XXI Gobierno Constitucional.
En octubre de 2017 fue elegido nuevamente Presidente de la Asamblea Municipal de Baião.
En octubre de 2019 fue elegido nuevamente diputado a la Asamblea de la República en la XIV Legislatura de la Tercera República Portuguesa, por la circunscripción de Oporto.
Colaboró con varios títulos de prensa escrita, como "O Independente", "O Comércio do Porto", "Jornal de Notícias" y "O Comércio de Baião".
En marzo de 2022 asumió el cargo de Ministro de Administración Interna del XXIII Gobierno Constitucional de Portugal|XXIII Gobierno Constitucional.
El 17 de noviembre de 2023 en Lisboa le fue concedida la Insignia de Oro de los Bomberos por la Liga Portuguesa de Bomberos.
El 16 de diciembre de 2023, fue candidato a secretario general del PS, pero obtuvo sólo el 36% de los votos, frente al 62% de Pedro Nuno Santos.

## Cargos en el partido desempeñados
Fue candidato a la presidencia de la Federación Distrital de Porto del Partido Socialista en octubre de 2010, resultando elegido Renato Sampaio.
Fue elegido presidente de la Federación Distrital de Porto del Partido Socialista en junio de 2012, en una elección disputada con Guilherme Pinto. Se desempeñó como presidente de la Federación Socialista de Oporto hasta marzo de 2016.
Fue presidente de la Asociación Nacional de Alcaldes Socialistas entre enero de 2014 y octubre de 2015.
Fue miembro del Secretariado Nacional y del Comité Nacional del Partido Socialista.